# Baccarat

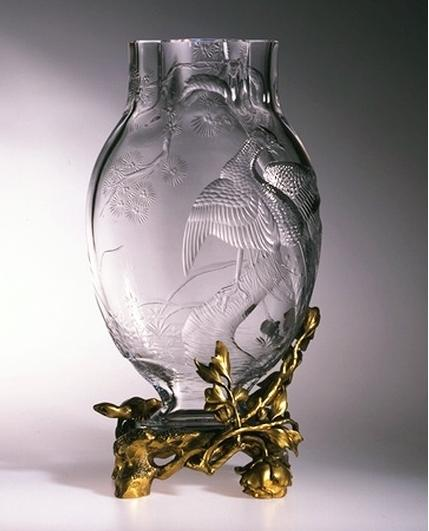
Ваза (1890-1900)

Baccarat (рус. «Баккара́») — марка хрусталя и его производство во Франции. Мануфактура в городе Баккара была создана в 1764 году епископом Меца Монморанси-Лавалем. До 1816 году производила стекло для окон и зеркал, когда после установки новой печи освоено производство стеклянной посуды.

## История
В 1764 году король Франции Людовик XV дал разрешение основать стекольный завод в городе Баккара в регионе Лотарингия на востоке Франции принцу, епископу, кардиналу Луи-Жозефу де Лаваль-Монморанси (1710–1802).

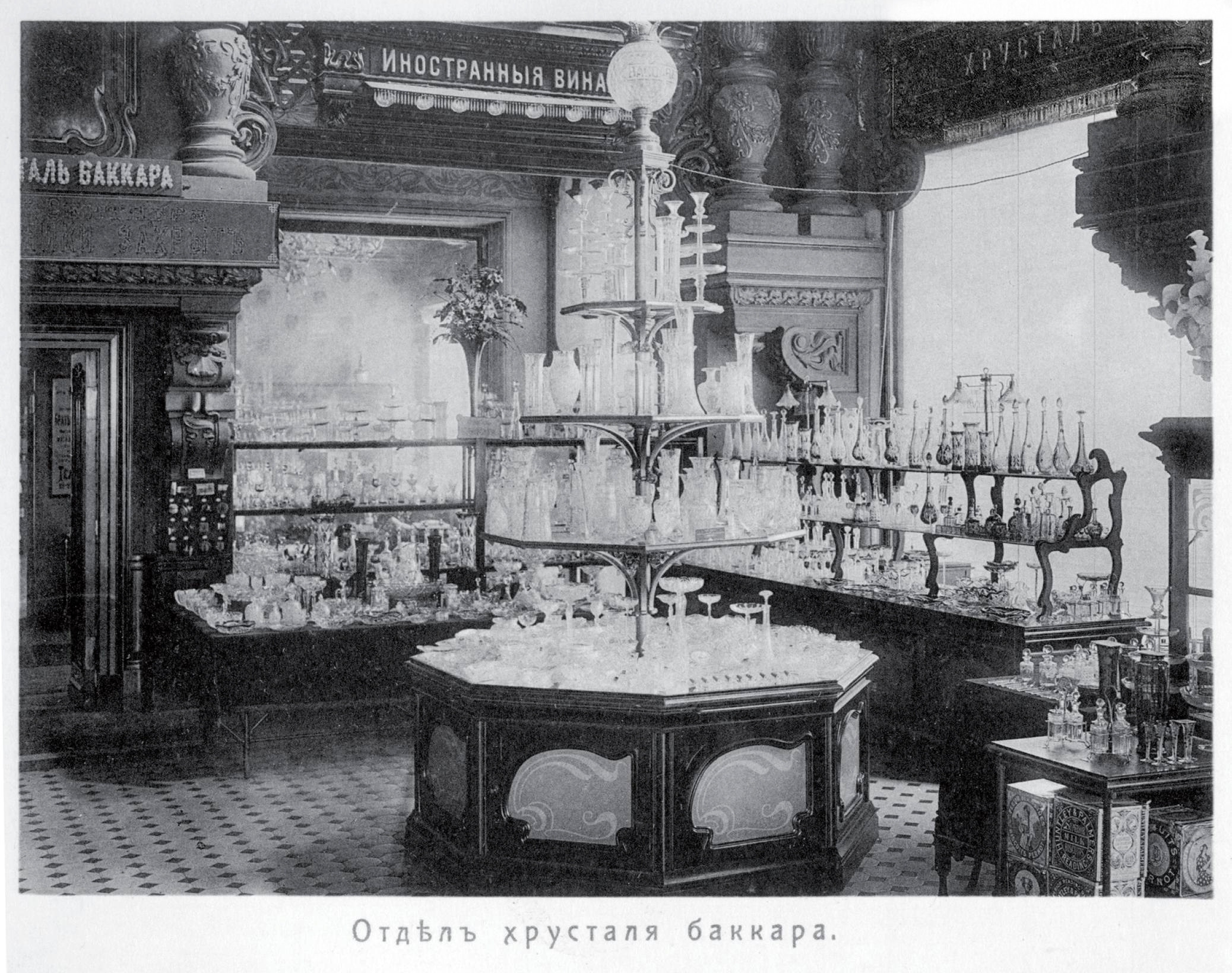
Отдел хрусталя Баккара в «Елисеевском» (1913)

Хрустальные изделия марки снискали особую популярность во второй половине XIX века, их отличали высокий технический уровень исполнения, пышные формы и сложное гранение. В 1855 году продукция фирмы была отмечена золотой медалью на Всемирной выставке в Париже; в 1860 году была зарегистрирована торговая марка.
Двухсотлетие фирмы помпезно отмечалось в 1964 году в Лувре. С 1990-х годов компания в дополнение к производству хрусталя освоила выпуск под своей маркой ювелирных изделий и парфюмерии. С 2005 года фирма принадлежит американской инвестиционной компании Starwood Capital.
Отдельные работы компания выставляет в двух собственных музеях, один из них расположен непосредственно в Баккара (Музей Баккара), другой — в Париже.

## Документальные фильмы
- 2014 — Баккара, королевский хрусталь. От Лотарингии до Пятой авеню / Baccarat, le cristal des rois de la Lorraine à la 5ème avenue (реж. Сильви Февли / Sylvie Faiveley)